# Carlo Tagnin
Carlo Tagnin (* 18. November 1932 in Alessandria; † 13. März 2000 ebenda) war ein italienischer Fußballspieler und -trainer.

## Karriere
Der Halbstürmer und spätere Mittelfeldspieler begann seine Laufbahn in der Jugend der AC Turin. Seine Profikarriere begann er in seiner Heimatstadt Alessandria, bevor er wiederum für den AC Turin, dann für Monza, Lazio Rom, Bari und Modena spielte. Seinen sportlichen Höhepunkt erreichte er, als er im Alter von 30 Jahren beim Grande Inter von Helenio Herrera einen Vertrag erhielt. Dort kam er 1964 im Endspiel des Europapokals der Landesmeister in Wien, das Inter Mailand gegen Real Madrid mit 3:1 gewann, zum Einsatz. Als Rackerer im Mittelfeld hielt er den Stürmern Luis Suárez und Mario Corso den Rücken frei und konnte den Spielmacher der Madrilenen, Alfredo Di Stéfano, weitgehend ausschalten.
Als Trainer betreute Carlo Tagnin die Mannschaften von Albese, Savona und Alessandria, sowie die Jugendmannschaften von Inter Mailand.